# 尾道エフエム放送

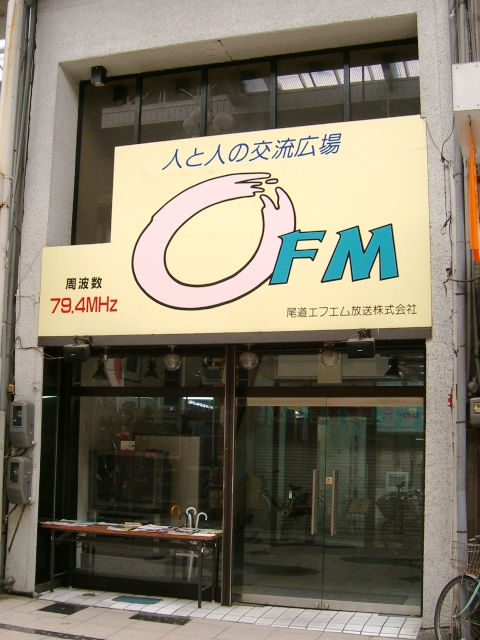
尾道エフエム放送本社（移転前）

尾道エフエム放送株式会社（おのみちエフエムほうそう）は、広島県尾道市と福山市の各一部地域を放送区域として超短波放送（FM放送）をする特定地上基幹放送事業者である。
「エフエムおのみち79.4（えふえむおのみちななきゅうよん）」もしくは「エフエムおのみち」の愛称でコミュニティ放送を行っている。

## 概要
1999年（平成11年）6月開局、中国地方では6番目、広島県では2番目に開局した。
当初の本社・演奏所（スタジオ）は尾道駅東方の中央街商店街内（尾道市土堂2-3-23）にあったが、2016年（平成28年）11月に尾道駅前東御所町のしまなみ交流館に移転した。ロビー左側にスタジオが有る（従前の尾道ケーブルテレビのスタジオ）。
当初の送信所は尾道市東土堂の千光寺山山頂にあったが、2002年（平成14年）6月に御調郡向島町（現・尾道市向島町）の高見山山頂に移転した。放送局（現・特定地上基幹放送局）の呼出符号はJOZZ8AF-FM、呼出名称はエフエムおのみち、周波数79.4MHz、空中線電力20Wで送信している。
また、2013年（平成25年）12月には、因島中継局が同周波数、空中線電力10Wで開局した。
主な放送エリアは尾道市内とその周辺地域。インターネット配信はJCBAインターネットサイマルラジオによる。
自社制作番組は平日午前・午後・夕方のワイド番組と地域情報番組のみで、その他はミュージックバードの番組で構成されている。毎日5時を起点に24時間放送を行っているが、日曜3時から5時までは休止。

## 出資者
株主による。
- 尾道市
- 尾道商工会議所
- アンデックス
- イトク食品
- 尾道ケーブルテレビ
- 尾道市農業協同組合
- 佐藤汽船
- しまなみ信用金庫
- 純正食品マルシマ
- チューギ
- 東京海上日動火災保険
- 広島銀行
- ミヤジ
- 堀田組
- 福井亀之助商店

出資比率から尾道市はマスメディア集中排除原則にいう支配関係にある。

## 沿革
- 1999年（平成11年）
  - 4月19日 - 尾道エフエム放送株式会社設立。
  - 5月24日 - 放送局の免許取得[4]。空中線電力10W、放送区域は尾道市・御調郡向島町の各一部。
  - 6月1日 - 開局。
- 2002年（平成14年）
  - 5月17日 - 送信所の移転と空中線電力増力許可[4]。空中線電力を20Wに増力、放送区域は尾道市・御調郡向島町が拡大、御調郡沼隈町（現・福山市沼隈町）・御調郡内海町（現・福山市内海町）の各一部が含まれる。
  - 6月1日 - 新送信所から放送開始。
- 2011年（平成23年）
  - 7月23日 - 5時10分8秒から14時29分1秒までの9時間18分53秒にわたり、番組送出設備故障で放送中断。
  - 12月6日 - 中国総合通信局より上記の放送中断事故に関して行政指導を受ける[5]。
- 2012年（平成24年）5月1日 - JCBAインターネットサイマルラジオによる配信を開始。
- 2013年（平成25年）
  - 12月5日 - 因島中継局の免許取得[6]。
  - 12月15日 - 因島中継局開局[7]。尾道市因島の全世帯、瀬戸田町の一部が放送区域となる。
- 2016年（平成28年）11月28日 - 本社・スタジオをしまなみ交流館に移転し、新スタジオから放送開始[8]

## 主な番組

### 自主制作番組（生放送）
下記3番組は遅くとも2005年までに放送を開始しており、2022年1月現在も同じ時間に放送されている。
- ママ♥ブランチ（月 - 金・10:06 - ）
- 潮風スタジオ79.4（月 - 金・13:06 - ）
- ユウガッタ･レディオ（月 - 金・17:00 - ）

### 過去に放送されていた自主制作番組
- 嗚呼!!おのみち青春倶楽部（土・10:00 - ）※2007年末をもって終了